# 埃斯特雷-蒙斯
埃斯特雷-蒙斯（法語：Estrées-Mons，發音：[ɛstʁe mɔ̃s]）是法国上法兰西大区索姆省佩罗讷区的市镇，面积15.3平方千米，2022年1月1日人口为594人。该市镇于1973年由市镇埃斯特雷昂绍塞（Estrées-en-Chaussée）和蒙斯昂绍塞（Mons-en-Chaussée）合并而成。

## 地理
埃斯特雷-蒙斯（49°52'41"N, 3°0'24"E）面积15.3 平方千米，位于法国上法蘭西大區索姆省，该省份为法国北部沿海省份，北起加来海峡省和北部省，西接滨海塞纳省和大西洋英吉利海峡，南至瓦兹省，东临埃纳省。
与埃斯特雷-蒙斯接壤的市镇（或旧市镇、城区）包括：德维斯、阿蒂、布万库尔昂韦尔芒杜瓦、布里、卡尔蒂尼、梅尼勒布兰泰勒、蒙希拉加什、弗赖涅昂韦尔芒杜瓦。
埃斯特雷-蒙斯的时区为UTC+01:00、UTC+02:00（夏令时）。

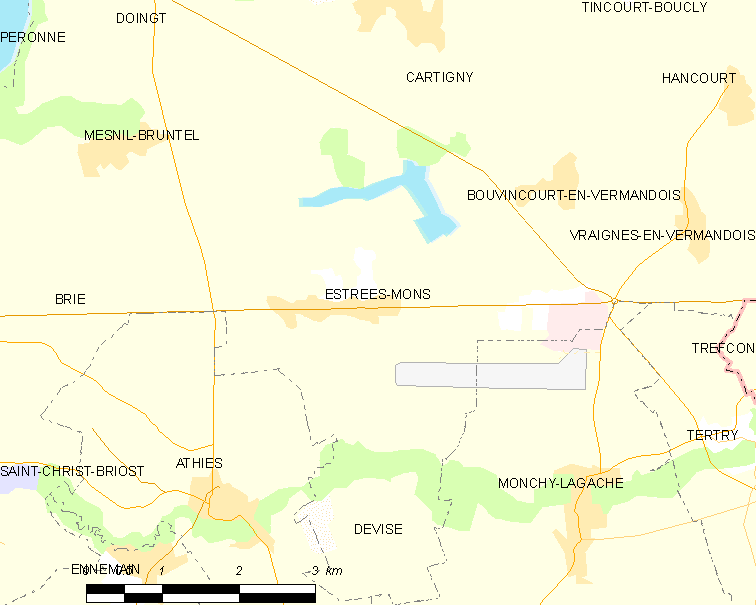
埃斯特雷-蒙斯的OSM定位图

## 行政
埃斯特雷-蒙斯的邮政编码为80200，INSEE市镇编码为80557。

## 政治
埃斯特雷-蒙斯所属的省级选区为佩罗讷县。

## 人口

1962-2008年间埃斯特雷-蒙斯人口变化图示

埃斯特雷-蒙斯于2022年1月1日时的人口数量为594人。